# Successione di funzioni
In matematica una successione di funzioni è una successione i cui termini sono funzioni.
La definizione di un opportuno limite per una successione di funzioni è un tema importante dell'analisi funzionale. In particolare, per le successioni di funzioni si introduce, accanto alla convergenza puntuale, l'importante concetto di convergenza uniforme. La convergenza uniforme a una funzione su un dato intervallo può essere definita tramite la norma uniforme.

## Definizione
Dato un insieme {\displaystyle F} di funzioni tra due insiemi fissati {\displaystyle X} e {\displaystyle Y}, una successione di funzioni è un'applicazione dall'insieme dei numeri naturali in {\displaystyle F}, che associa ad ogni numero naturale {\displaystyle n} una funzione {\displaystyle f_{n}}. La successione è usualmente indicata con uno dei due simboli seguenti:
{\displaystyle \{f_{n}\}_{n\in \mathbb {N} },\qquad (f_{n})_{n\in \mathbb {N} }.}
Il secondo simbolismo è più corretto in quanto evidenzia il fatto che la nozione di successione generalizza quella di ennupla ordinata.
È importante osservare che nella definizione, così come nell'enunciazione di molti teoremi e proprietà, non è necessario supporre che il dominio delle funzioni sia un insieme strutturato. Solo dove richiesto esso sarà da intendersi, a seconda dei casi, uno spazio topologico, metrico, etc.

### Valori in un punto fissato
Fissato un elemento {\displaystyle x_{0}} nel dominio {\displaystyle X}, la successione:
{\displaystyle (f_{n}(x_{0}))_{n\in \mathbb {N} }}
dei valori assunti dalle funzioni in {\displaystyle x_{0}} è una successione di elementi del codominio {\displaystyle Y}. Quando {\displaystyle Y} è un insieme numerico, come ad esempio l'insieme dei numeri reali, questa è una successione numerica.

### Limite della successione
Data una successione di funzioni, è naturale definire una nozione di limite. Se {\displaystyle (f_{n})} è una successione di funzioni da {\displaystyle X} in {\displaystyle Y}, la successione numerica {\displaystyle f_{n}(x_{0})} dei valori assunti in un punto {\displaystyle x_{0}} può avere o non avere un limite. Se esiste un limite {\displaystyle f(x_{0})} per ogni punto {\displaystyle x_{0}}, è possibile definire una funzione limite {\displaystyle f}. Tale tipo di convergenza, ottenuta "calcolando il limite punto per punto", è detto convergenza puntuale. La convergenza puntuale è scarsamente usata in molti contesti dell'analisi funzionale poiché non soddisfa dei requisiti che sono normalmente ritenuti importanti. Tra questi c'è, ad esempio, la commutatività del limite con altre operazioni che si possano fare sulle funzioni. 
Nel caso di funzioni da {\displaystyle \mathbb {R} } in {\displaystyle \mathbb {R} }, la convergenza puntuale ha le seguenti proprietà:
- Il limite di una successione di funzioni continue non è necessariamente una funzione continua.
- Il limite di una successione di funzioni derivabili o integrabili non è necessariamente derivabile/integrabile.
- Il limite degli integrali di una successione di funzioni non è necessariamente uguale all'integrale del limite, ovvero non si possono sempre scambiare fra loro il segno di limite con quello di integrale.
- Il limite delle derivate di una successione di funzioni non è necessariamente uguale alla derivata del limite, ovvero non si possono sempre scambiare fra loro il segno di derivata con quello di limite.

Per ottenere nozioni di convergenza che soddisfino le precedenti proprietà si definisce un opportuno spazio {\displaystyle F} di funzioni da {\displaystyle X} in {\displaystyle Y}, ad esempio lo spazio delle funzioni continue, lo spazio delle funzioni misurabili o lo spazio {\displaystyle C^{\infty }} delle funzioni lisce. Fornendo {\displaystyle F} di una nozione di distanza, così che risulti essere uno spazio metrico, si può introdurre una nozione di convergenza di una successione di elementi di {\displaystyle F} più forte di quella puntuale, detta "convergenza uniforme".

## Convergenza puntuale
Sia {\displaystyle (f_{n})} una successione di funzioni da {\displaystyle X} in {\displaystyle Y} e sia {\displaystyle f} un'altra funzione da {\displaystyle X} in {\displaystyle Y}. Lo spazio {\displaystyle Y} può essere ad esempio l'insieme dei numeri reali o complessi. La successione di funzioni {\displaystyle (f_{n})} converge puntualmente a {\displaystyle f} se:
{\displaystyle \lim _{n\to \infty }f_{n}(x)=f(x),}
per ogni {\displaystyle x} nel dominio {\displaystyle X}. In simboli, si scrive:
{\displaystyle f_{n}\rightarrow f.}
Se il codominio {\displaystyle Y} è l'insieme dei numeri reali, è possibile anche usare una simbologia che indica una convergenza monotona. Se
{\displaystyle f_{n}(x)\leq f_{n+1}(x),}
per ogni {\displaystyle x} e {\displaystyle n}, allora vale anche:
{\displaystyle f_{n}(x)\leq f(x),}
per ogni {\displaystyle x} e {\displaystyle n}, e si scrive {\displaystyle f_{n}\uparrow f} oppure {\displaystyle f_{n}\nearrow f}. Analogamente, se vale l'altro verso della disuguaglianza si scrive {\displaystyle f_{n}\downarrow f} oppure {\displaystyle f_{n}\searrow f}.

## Convergenza uniforme

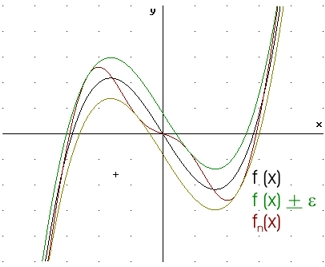
Si può visualizzare la convergenza uniforme attraverso il fatto che le funzioni della successione non si allontanano dalla funzione limite per una distanza maggiore di.

Sia {\displaystyle (f_{n})_{n\in \mathbb {N} }} una successione di funzioni dall'insieme {\displaystyle X} in {\displaystyle \mathbb {R} } e sia {\displaystyle f:X\to \mathbb {R} } una funzione. La successione {\displaystyle (f_{n})} converge uniformemente alla funzione {\displaystyle f} se per ogni {\displaystyle \epsilon >0} esiste {\displaystyle N\in \mathbb {N} } tale che:
{\displaystyle |f_{n}(x)-f(x)|<\epsilon ,\qquad \forall x\in X,}
per tutti gli {\displaystyle n>N.}
Detto:
{\displaystyle a_{n}=\sup _{x\in X}|f_{n}(x)-f(x)|,}
la successione {\displaystyle (f_{n})} converge uniformemente a {\displaystyle f} se e solo se:
{\displaystyle \lim _{n\to \infty }a_{n}=0.}
La successione {\displaystyle (f_{n})_{n\in \mathbb {N} }} converge localmente uniformemente a {\displaystyle f} se per ogni {\displaystyle x} in uno spazio metrico {\displaystyle S} esiste {\displaystyle r\geq 0} tale che {\displaystyle f_{n}} converge uniformemente su {\displaystyle B(x,r)\cap S}.
Da notare che se nella definizione di convergenza uniforme si scambiano "esiste {\displaystyle N}" e "per ogni {\displaystyle x}" si ottiene la definizione di convergenza puntuale: per ogni {\displaystyle x\in X} e per ogni {\displaystyle \epsilon >0} esiste un {\displaystyle N} tale che {\displaystyle |f_{n}(x)-f(x)|<\epsilon } per tutti gli {\displaystyle n>N}. Si vede che la convergenza uniforme implica quella puntuale.
La convergenza uniforme si differenzia da quella puntuale per il fatto che, fissato un valore {\displaystyle \varepsilon >0} (volendo anche piccolo a piacere), si può trovare in corrispondenza di esso un indice {\displaystyle n_{0}} che non dipende da {\displaystyle x}, ovvero non dipende dal punto considerato. In modo informale si può affermare che, una volta fissato {\displaystyle \varepsilon }, ogni funzione {\displaystyle f_{n}} con {\displaystyle n\geq \,n_{0}(\varepsilon )} approssima su tutto {\displaystyle X} la funzione {\displaystyle f} con un errore minore di {\displaystyle \varepsilon }.

### Proprietà
La convergenza uniforme è in molti contesti preferibile alla convergenza puntuale in quanto soddisfa un certo numero di proprietà. Sia {\displaystyle f_{n}} convergente uniformemente a {\displaystyle f}:
- Se {\displaystyle \forall n\,f_{n}} è limitata allora {\displaystyle f} è limitata.
- Se {\displaystyle \forall n\,f_{n}} è continua allora {\displaystyle f} è continua.
- Se {\displaystyle \forall n\,f_{n}} è uniformemente continua allora {\displaystyle f} è uniformemente continua.
- Se {\displaystyle \forall n\,f_{n}} è continua e uniformemente convergente su {\displaystyle X=[a,b]}, allora:

{\displaystyle \lim _{n\to \infty }\int _{a}^{b}f_{n}(x)\,dx=\int _{a}^{b}\lim _{n\to \infty }f_{n}(x)dx.}
Questa relazione consente il passaggio al limite sotto il segno di integrale. L'ipotesi di continuità può essere inoltre sostituita con l'ipotesi che {\displaystyle f_{n}} sia integrabile secondo Lebesgue.
- Il lemma di Dini stabilisce che se {\displaystyle f_{n}\searrow f} o {\displaystyle f_{n}\nearrow f} in {\displaystyle X} (puntualmente) con {\displaystyle f_{n}} e {\displaystyle f} continue e {\displaystyle X} compatto, allora {\displaystyle f_{n}} convergente uniformemente a {\displaystyle f}.
- Se si verifica che[senza fonte]:
  - le funzioni {\displaystyle f_{n}} sono derivabili in {\displaystyle [a,b];}
  - {\displaystyle f_{n}(x_{0})} converge a {\displaystyle f(x_{0})} per qualche {\displaystyle x_{0};}
  - {\displaystyle f'_{n}} converge a {\displaystyle g} uniformemente;

allora {\displaystyle f_{n}\rightarrow f} uniformemente e {\displaystyle f} è derivabile e {\displaystyle f'(x)\equiv g(x)}.

### Metrica uniforme
Se {\displaystyle X} è compatto, lo spazio {\displaystyle C(X)} delle funzioni continue su {\displaystyle X} può essere dotato di una distanza:
{\displaystyle d(f,g)=\sup _{x\in X}|f(x)-g(x)|}
in modo da diventare uno spazio metrico. In esso è definito un concetto di limite di una successione che coincide con quello di convergenza uniforme. Le ipotesi che {\displaystyle X} sia compatto e che le funzioni siano continue sono introdotte per ottenere effettivamente una distanza finita fra ogni coppia di funzioni, grazie al teorema di Weierstrass. Tale distanza è a sua volta indotta dalla norma uniforme.

### Criterio di convergenza di Cauchy
Sia {\displaystyle (f_{n})} una successione di funzioni definita in {\displaystyle (a,b)}. Essa è convergente puntualmente e uniformemente se e solo se per ogni {\displaystyle \varepsilon >0} esiste un indice {\displaystyle \nu \in \mathbb {N} } tale che, per ogni {\displaystyle x} in {\displaystyle (a,b)}:
{\displaystyle |f_{n}(x)-f_{m}(x)|<\varepsilon ,\qquad \forall n,m>\nu .}
Nello spazio delle funzioni limitate in {\displaystyle (a,b)} vale infatti il criterio di convergenza di Cauchy, essendo esso uno spazio completo.

## Esempi
Gli esempi seguenti sono successioni di funzioni da {\displaystyle \mathbb {R} } in {\displaystyle \mathbb {R} }. 
In alcuni casi una successione di funzioni può essere interamente descritta da un'espressione del tipo:
{\displaystyle f_{n}(x)=\sin(nx),}
dove i primi termini sono:
{\displaystyle f_{1}(x)=\sin(x),\quad f_{2}(x)=\sin(2x),\quad f_{3}(x)=\sin(3x),\quad \dots }
Analogamente, un'espressione del tipo:
{\displaystyle f_{n}=n^{x}}
descrive la successione di funzioni:
{\displaystyle f_{1}(x)=1,\quad f_{2}(x)=2^{x},\quad f_{3}(x)=3^{x},\quad \dots }
dove se {\displaystyle x_{0}\in \mathbb {R} } si ottiene una successione di numeri reali.

## Altri tipi di convergenza
Nel seguito verrà supposto che le funzioni che compongono la successione {\displaystyle \{f_{n}\}_{n\in \mathbb {N} }} appartengono a uno spazio normato {\displaystyle (V,\Vert \cdot \Vert ).} Le nozioni di convergenza che seguono sono molto usate in spazi di Banach come gli spazi {\displaystyle L^{p}}(spazio Lp) e gli Spazi di Sobolev {\displaystyle W^{l,p}.}
Si dice che {\displaystyle \{f_{n}\}_{n\in \mathbb {N} }\subset (V,\Vert \cdot \Vert )} converge in norma alla funzione {\displaystyle f\in V} se
{\displaystyle \lim _{n\to \infty }\Vert f_{n}-f\Vert =0.}
Un'importante caratterizzazione della convergenza in norma in spazi di misura è data dal teorema di Vitali.
Si dice che {\displaystyle \{f_{n}\}_{n\in \mathbb {N} }\subset (V,\Vert \cdot \Vert )} converge debolmente a una funzione {\displaystyle f\in (V,\Vert \cdot \Vert )} se
{\displaystyle \lim _{n\to \infty }\langle \phi ,f_{n}-f\rangle =0,\quad \forall \phi \in V^{*},}
dove {\displaystyle V^{*}} indica lo spazio duale di {\displaystyle V} e {\displaystyle \langle \phi ,f_{n}-f\rangle } indica l'azione di {\displaystyle \phi } su {\displaystyle f_{n}-f.}

### Relazioni tra le diverse nozioni di convergenza
Si ha che la convergenza forte implica la convergenza debole. Infatti, per definizione di norma di un operatore lineare si ha che
{\displaystyle \lim _{n\to \infty }\langle \phi ,f_{n}-f\rangle \leq \lim _{n\to \infty }\vert \langle \phi ,f_{n}-f\rangle \vert \leq \Vert \phi \Vert \lim _{n\to \infty }\Vert f_{n}-f\Vert =0.}
Il viceversa non è vero in generale. Mostriamo un controesempio.Per il teorema di rappresentazione di Rietsz, ogni elemento {\displaystyle \phi } del duale di {\displaystyle L^{p}(\mathbb {R} )} è rappresentato da un elemento {\displaystyle g_{\phi }} di {\displaystyle L^{q}(\mathbb {R} )}, con {\displaystyle {\frac {1}{p}}+{\frac {1}{q}}=1.} Inoltre, il modulo di ogni elemento di {\displaystyle L^{q}(\mathbb {R} )} deve essere definitivamente, quasi ovunque, minore di qualsiasi costante {\displaystyle M>0} fissata. Quindi, presa la successione di funzioni {\displaystyle f_{n}(x)=1} per ogni {\displaystyle x\in (n,n+1)} e  {\displaystyle f_{n}(x)=0} per ogni {\displaystyle x\notin (n,n+1)}, si ha che {\displaystyle \{f_{n}\}_{n\in \mathbb {N} }} è {\displaystyle L^{p}(\mathbb {R} )}, per ogni {\displaystyle 1<p<\infty } fissato, e converge debolmente alla funzione {\displaystyle f(x)} costantemente pari a 0. Infatti, fissato {\displaystyle 1<p<\infty },per ogni {\displaystyle \phi \in L^{p}(\mathbb {R} )^{*}=L^{q}(\mathbb {R} )} si ha che 
{\displaystyle \lim _{n\to \infty }\langle \phi ,f_{n}\rangle =\lim _{n\to \infty }\int _{\mathbb {R} }g_{\phi }(x)f_{n}(x)dx=\lim _{n\to \infty }\int _{n}^{n+1}g_{\phi }(x)dx<M,}
per ogni {\displaystyle M>0.}
Allo stesso tempo, avendo che {\displaystyle \Vert f_{n}\Vert _{L^{p}(\mathbb {R} )}=1} per ogni {\displaystyle n}, si ha che {\displaystyle \{f_{n}\}_{n\in \mathbb {N} }} non converge in norma.   
Se lo spazio normato {\displaystyle (V,\Vert \cdot \Vert )} è uno spazio di Hilbert {\displaystyle (H,\langle \cdot ,\cdot \rangle )}, allora si ha che la convergenza debole più la convergenza delle norme implica la convergenza forte. Infatti 
{\displaystyle \lim _{n\to \infty }\Vert f_{n}-f\Vert =\lim _{n\to \infty }\langle f_{n}-f,f_{n}-f\rangle =\lim _{n\to \infty }\Vert f_{n}\Vert ^{2}-2\langle f,f_{n}\rangle +\Vert f\Vert ^{2}=0.}
Inoltre la convergenza forte, a meno di passare a sottosuccessioni, implica la convergenza quasi ovunque.